# Back Up (bài hát của Pitbull)
"Back Up" là một ca khúc của nam ca sĩ nhạc rap người Mỹ gốc Cuba Pitbull. Ca khúc được chọn làm đĩa đơn thứ ba cho album M.I.A.M.I. và được phát hành vào ngày 3 tháng 8 năm 2004. "Back Up" được sản xuất bởi DEL và Díaz Brothers.

## Danh sách ca khúc
- Tải kỹ thuật số

1. "Back Up" (Album Version) – 3:38[2]

## Xếp hạng
| Bảng xếp hạng (2004)                 | Vị trí cao nhất |
| ------------------------------------ | --------------- |
| US Hot R&B/Hip-Hop Songs (Billboard) | 86              |

## Lịch sử phát hành
| Quốc gia | Ngày               | Định dạng       | Hãng đĩa |
| -------- | ------------------ | --------------- | -------- |
| Mỹ       | 3 tháng 8 năm 2004 | Tải kỹ thuật số | TVT      |